# Serie A2 1999-2000 (pallavolo femminile)
La Serie A2 italiana di pallavolo femminile 1999-2000 si è svolta dal 10 ottobre 1999 al 21 maggio 2000: al torneo hanno partecipato sedici squadre di club italiane.

## Regolamento
Le squadre, divise in due gironi, hanno disputato una prima fase con la formula del girone all'italiana, con gare di andata e ritorno, per un totale di quattordici giornate; al termine della prima fase si è disputata una seconda fase dove:
- Le prime quattro classificate di ogni girone hanno acceduto alla pool A, strutturata in un girone all'italiana con gare di andata e ritorno, per un totale di quattordici giornate.
- Le ultime quattro classificate di ogni girone hanno acceduto alla pool B: strutturata in un girone all'italiana con gare di andata e ritorno, per un totale di quattordici giornate.

Al termine della seconda fase:
- Le otto partecipanti alla pool A hanno acceduto ai play-off promozione, strutturati in semifinali e finale, entrambe giocate al meglio di due vittorie su tre gare: le due vincitrici sono promosse in Serie A1.
- Le ultime quattro classificate della pool B sono retrocesse in Serie B1.

## Le squadre partecipanti
Le rinunce di Pordenone e Gierre Roma e delle neopromosse Valle Mosso e Macerata portarono ai ripescaggi di AGIL Trecate, Progeco Cecina, Siram Roma e Tra.De.Co. Altamura. Le squadre provenienti dalla Serie B1 erano APT Lignano Latisana e Sodeca Bari.
| Squadra                          | Stagioni in Serie A2 | Allenatore                              | Campo di gioco                        |
| -------------------------------- | -------------------- | --------------------------------------- | ------------------------------------- |
| AGIL Trecate                     |                      | Luciano Pedullà                         | Palasport di Trecate, NO              |
| APT Lignano Latisana             |                      | Stefano Micoli                          | Palasport di Latisana, UD             |
| Cooky Store Castellanza          |                      | Valter Antonioli                        | Palasport di Castellanza, VA          |
| Famila Imola                     |                      | Mario Sangiorgi                         | PalaRuggi di Imola, BO                |
| Figurella Firenze                |                      | Marco Gazzotti, poi Guillermo Caceres   | PalaValenti di Firenze                |
| Granzotto San Donà di Piave      |                      | Giuseppe Giannetti                      | PalaBarbazza di San Donà di Piave, VE |
| Icot Forlimpopoli                |                      | Sergio Guerra, poi Daniele Berselli     | PalaBubani di Faenza, RA              |
| Johnson Matthey Spezzano Fiorano |                      | Gianpaolo Guidetti                      | PalaPaganelli di Sassuolo MO          |
| Las Fly Tortoreto                |                      | Domenico Chiovini                       | Palasport di Tortoreto, TE            |
| Monte Schiavo Jesi               |                      | Maurizio Moretti                        | PalaTriccoli di Jesi, AN              |
| Moreschi Vigevano                |                      | Gianfranco Milano                       | PalaBasletta di Vigevano, PV          |
| Progeco Cecina                   |                      | Roberto Cacciolato                      | PalaFrontera di Cecina, LI            |
| Siram Roma                       |                      | Carlo Parisi                            | Palafonte di Roma                     |
| Sodeca Bari                      |                      | Bartolomeo Brattoli, poi Donato Radogna | PalaFlorio di Bari                    |
| Teseco Sesto Fiorentino          |                      | Riccardo Martini                        | Palasport di Sesto Fiorentino, FI     |
| Tra.De.Co. Altamura              |                      | Pasquale Moramarco, poi Gaetano Reale   | PalaBaldassarra di Altamura, BA       |

## Classifiche

### Prima fase
| Pos. | Squadra                          | Pt | G  |
| ---- | -------------------------------- | -- | -- |
| 1.   | Moreschi Vigevano                | 31 | 14 |
| 2.   | Johnson Matthey Spezzano Fiorano | 29 | 14 |
| 3.   | Figurella Firenze                | 25 | 14 |
| 4.   | Teseco Sesto Fiorentino          | 24 | 14 |
| 5.   | Granzotto San Donà di Piave      | 18 | 14 |
| 6.   | Progeco Cecina                   | 15 | 14 |
| 7.   | APT Lignano Latisana             | 15 | 14 |
| 8.   | Tra.De.Co. Altamura              | 11 | 14 |

| Pos. | Squadra                 | Pt | G  |
| ---- | ----------------------- | -- | -- |
| 1.   | Siram Roma              | 28 | 14 |
| 2.   | Famila Imola            | 27 | 14 |
| 3.   | Monte Schiavo Jesi      | 27 | 14 |
| 4.   | AGIL Trecate            | 25 | 14 |
| 5.   | Icot Forlimpopoli       | 20 | 14 |
| 6.   | Cooky Store Castellanza | 16 | 14 |
| 7.   | Las Fly Tortoreto       | 13 | 14 |
| 8.   | Sodeca Bari             | 12 | 14 |

### Seconda fase
| Pos. | Squadra                          | Pt | G  |
| ---- | -------------------------------- | -- | -- |
| 1.   | Johnson Matthey Spezzano Fiorano | 59 | 28 |
| 2.   | Famila Imola                     | 54 | 28 |
| 3.   | AGIL Trecate                     | 52 | 28 |
| 4.   | Monte Schiavo Jesi               | 52 | 28 |
| 5.   | Siram Roma                       | 46 | 28 |
| 6.   | Moreschi Vigevano                | 43 | 28 |
| 7.   | Figurella Firenze                | 40 | 28 |
| 8.   | Teseco Sesto Fiorentino          | 38 | 28 |

| Pos. | Squadra                     | Pt | G  |
| ---- | --------------------------- | -- | -- |
| 1.   | Icot Forlimpopoli           | 46 | 28 |
| 2.   | Granzotto San Donà di Piave | 45 | 28 |
| 3.   | Cooky Store Castellanza     | 44 | 28 |
| 4.   | Sodeca Bari                 | 36 | 28 |
| 5.   | APT Lignano Latisana        | 32 | 28 |
| 6.   | Las Fly Tortoreto           | 30 | 28 |
| 7.   | Tra.De.Co. Altamura         | 28 | 28 |
| 8.   | Progeco Cecina              | 27 | 28 |

| Promosse in Serie A1 dopo i play-off | Retrocesse in Serie B |